# Cervignano del Friuli
Cervignano del Friuli (em friulano Çarvignan; em friulano goriziano Sarvignan) é uma comuna italiana da região do Friuli-Venezia Giulia, província de Udine, com cerca de 12.392 habitantes. Estende-se por uma área de 28 km², tendo uma densidade populacional de 443 hab/km². Faz fronteira com Aiello del Friuli, Bagnaria Arsa, Ruda, Terzo d'Aquileia, Torviscosa, Villa Vicentina.

## Demografia
| Variação demográfica do município entre 1861 e 2011                               |
|                                                                                   |
| Fonte: Istituto Nazionale di Statistica (ISTAT) - Elaboração gráfica da Wikipedia |